# Anisozyga pacifica
Anisozyga pacifica là một loài bướm đêm trong họ Geometridae.